# Dia Internacional do Livro Infantil
O Dia Internacional do Livro Infantil é um evento internacional comemorado no dia 2 de abril, em função da data em que nasceu o escritor dinamarquês Hans Christian Andersen, em 1805.

## Origem
O autor Hans Christian Andersen foi o primeiro a adaptar fábulas existentes para a linguagem infantil, criando um produto específico para consumo das crianças. As versões mais famosas de clássicos como "O Patinho Feio", "A pequena Sereia" e a "A Polergazinha" são de sua autoria.

### Instituição da data
A data foi instituída pela  International Board on Books for Young People - IBBY em 1967. Neste mês, a organização sem fins lucrativos realiza uma série de eventos como o Prêmio Hans Christian Andersen, considerado o Nobel da Literatura Infantil.
O Brasil já teve como vencedores as escritoras Lygia Bojunga, em 1982, e Ana Maria Machado, em 2000, e o ilustrador Roger Mello, em 2014. A editora de literatura infantil Dolores Prades é membro do júri da premiação.
A IBBY escolhe um escritor infantil de um dos 75 países que representa para homenagear. Todo ano, a IBBY escolhe um escritor de algum dos países que compõem a instituição para escrever uma mensagem às crianças e jovens do mundo inteiro, e convida um desenhista de um dos países também a criar um cartaz para representar o evento de cada ano.
Na página da IBBY se pode consultar, ano a ano, as mensagens e cartazes á produzidos.  Em 2016, o escolhido foi Monteiro Lobato. A mensagem teve texto escrito por Luciana Sandroni e o poster ilustrado por Ziraldo.

## Comemoração
Com ações independentes, muitas escolas e instituições promovem concursos, mostras e ações voltados para a difusão da leitura no mês de abril. Bibliotecas e salas de leitura fazem referências a Anderson, outras fazem a Monteiro Lobato. Peças de teatro sobre o dia do livro, poesias, contos e declamações marcam esse mês em muitos países.

## Dia no Brasil
No Brasil, comemoramos o Dia Nacional do Livro Infantil no dia 18 de abril, em virtude do nascimento de Monteiro Lobato, reconhecidamente um dos principais nomes da literatura infanto-juvenil do nosso país. Ficou muito conhecida a série televisiva "O Sítio do Pica-Pau Amarelo" baseada na sua obra, misturando o folclore brasileiro com histórias contemporâneas.

## Ligações Externas
- Board On Books For Young People ( Em Inglês)

- Dimension (Em inglês)